# Henrik Danielsen
Henrik Danielsen (Født 23. januar 1966 i Nykøbing Falster) er en tidligere dansk, nu islandsk skakspiller og -træner. Han har spillet for Island siden 2006. Han opnåede titlen stormester i skak i 1996.
Danielsen er en de få skakspillere på stormesterniveau som ind imellem bruger Birds åbning (1. f2-f4). Han har tidligere haft en nu slettet kanal (krakkaskak) på Youtube med undervisningsvideoer hvor han kalder det sit Polar Bear System (engelsk for "isbjørnesystem").
Han har spillet i skakolympiaderne i 1992, 1994 og 1996 for Danmark, og i 2006, 2008 og 2012 for Island, hvor han samlet har opnået 30½ point i 55 partier (+21, =19, −15, 55,5 %).
Han vandt islandsmesterskabet i skak i 2009.
Danielsen aktuelle elo-rating er 2488 (juli 2014). Han højeste rating var 2545 i maj 2011.